# Medalje
En medalje (ital.: medaglia, af lat.: metallum, metal) er en møntlignende genstand, der ærer en person eller organisation for en handling eller en gerning. Den er ikke et betalingsmiddel, selv om den kan have pengemæssig værdi.
Medaljer præges i blødt metal som guld og sølv, kobber (med efterfølgende bronzering), i platin, tin eller bly. Den præges i flere omgange og glødes imellem hver prægning. Forsiden kaldes advers og bagsiden revers som med mønter.

## Historie
Under antikken skelnedes ikke mellem mønter og medaljer. Medaljer forekom som gangbare betalingsmidler. Græske medaljer kendetegnes ved en kunstfærdighed, som selv i dag anses for at være uopnåelig. Kun et fåtal er bevaret. De romerske var langt simplere.
Ved slutningen af 1300-talet fik kunsten at fremstille medaljer en renæssance i Italien og vandt efterhånden indpas i forskellige andre kulturer. Først fremstilledes medaljerne i forme, men det gjorde dem grove og ujævne, så det var nødvendigt at ciselere afstøbningerne med gravstikler.
I 1500-tallet begyndte man at præge dem med stålstempler som med mønter. Dog ciseleredes medaljer fortsat af kunstnerer som Benvenuto Cellini og Raibolini. Tættest på den italienske medaljekunst står den tyske gennem sin kraftige karakteristik (fx guldsmedene i Nürnberg og Augsburg). Den ypperste var Albrecht Dürer.
Hollænderne slog i 1500- og 1600-tallet en usædvanligt stor mængde medaljer af historisk interesse, deriblandt flere satiriske. Efter reformationen ejede selv gejstlige medaljer, og det blev almindeligt, at både mænd og kvinder bar medaljer som udsmykning.
I 1700-tallet var det særdeles populært at slå medaljer.
I dag tildeles medaljerne ofte til vinderne i sportskonkurrencer: nr. 1 (vinderen) tildeles guld, mens nr. 2 tildeles sølv og nr. 3 bronze.